# Hôtel de La Fare
El hotel de La Fare es una antiguo hôtel particulier ubicada en la Plaza Vendôme, en el este de la plaza y contiguo al hotel Moufle de La Thuilerie  y al Hôtel Baudard de Saint-James en el 1 distrito de París.
Fue construido por el arquitecto Jacques V Gabriel para su suegro Mathurin Besnier, el hotel pasó sucesivamente a ser propiedad del financiero Claude-François Paparel, antes de caer en particular a las familias de La Fare, Le Tellier de Souvré, de Pourtalès, de Richelieu y Say.
Desde 1916 es propiedad del banco estadounidense JPMorgan Chase & Co, del que es la sede en Francia.

## Historia

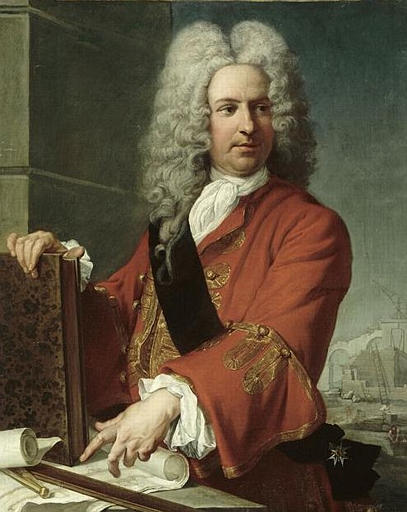
Jacques V Gabriel.

El arquitecto Jacques V Gabriel, adquirió la parcela en 1702 y construyó el hotel para su suegro, Mathurin Besnier, abogado del Parlamento, en 1704.
Apenas terminado, fue vendido al financiero Claude-François Paparel . Este último, tomado de un desfalco financiero con su yerno, el marqués Philippe-Charles de La Fare, fue condenado a muerte en 1716. El marqués vendió el hotel en 1719 a Louis-Nicolas Le Tellier de Souvre. Paparel, finalmente indultado, rompió esta venta y la revende el mismo año a Simon Le Clerc.
En 1778, los descendientes de este último lo vendieron al granjero general Julien Le Normand, quien luego lo alquiló. Su familia siguió siendo propietaria hasta 1817, cuando se desprendieron de ella a favor del conde James-Alexandre de Pourtalès, quien la vendió en 1840 al duque Armand-François de Richelieu.

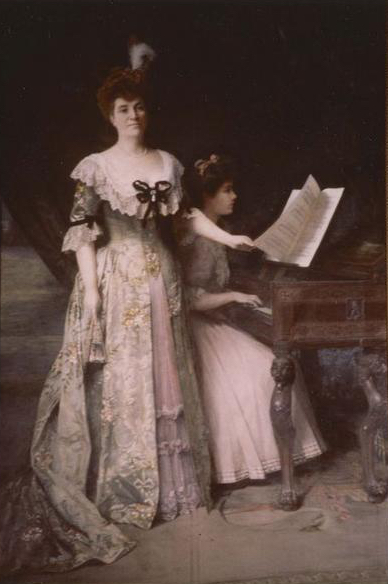
Jeanne Say y su nieta, Yvonne de Sesmaisons, marquesa de Lespinay.

En 1848, fue vendido al industrial Constant Say, quien mandó realizar allí numerosos embellecimientos, en particular en 1865, con la creación del techo del Gran Salón, pintado por Paul Baudry.
En 1853, Madame Barenne, sombrerera, ocupaba parte de la planta baja para su estudio y presentaba sus modelos en un salón del primer piso, donde en particular su cliente era la emperatriz Eugenia de Montijo.
En 1871, a la muerte de su padre Jeanne Say, quien al año siguiente se convirtió en vizcondesa Christian de Trédern, lo heredó y vivió allí hasta su muerte en 1916. Allí vivirá su hija, casada con el vizconde Bonnin de la Bonniniere de Beaumont.
Ese mismo año, sus herederos lo vendieron al banco estadounidense JPMorgan Chase & Co, del que es, todavía hoy, la sede de la sucursal francesa.

## Protección
Está catalogado como monumento histórico por sus fachadas y cubierta por orden del 17 de mayo de 1930.